# Dorothea Kreß
Dorothea Kreß (* 26. August 1924 in Pöide, Saaremaa, Estland als Dorothea Seck; † 25. Oktober 2018 in Wilster) war eine deutsche Leichtathletin. Ihre Spezialdisziplin war das Kugelstoßen.

## Biografie
Dorothea Kreß wurde 1950 Deutsche Meisterin im Kugelstoßen. In den folgenden Jahren konnte sie mit Silber 1951 und Bronze  1952 einen kompletten Medaillensatz gewinnen. Bei den Olympischen Spielen 1952 in Helsinki erreichte sie im Kugelstoßen den 11. Rang.